# Bülent Sharif
Bülent Sharif  (ur. 1973 w Berlinie) – niemiecki aktor telewizyjny i filmowy.

## Filmografia
- 1999: Tatort – Martinsfeuer jako Michaels Vater
- 2002: Balko jako Tayfun
- 2002: Tatort – Oskar jako młodociany przestępca
- 2007–2008: Jednostka specjalna (GSG 9 – Ihr Einsatz ist ihr Leben) jako Demir Azlan
- 2010: Kobra – oddział specjalny (Alarm für Cobra 11 – Die Autobahnpolizei) jako Hakan Önur
- 2011: 247 dni (Marco W. - 247 Tage im türkischen Gefängnis, TV) jako Abdullah
- 2011: Telefon 110 (Polizeiruf 110 – Ein todsicherer Plan) jako Maik Canavar
- 2014: Josephine Klick - Allein unter Cops jako Mustafa
- 2016: Tierärztin Dr. Mertens jako Pit